# Cratères de Macha

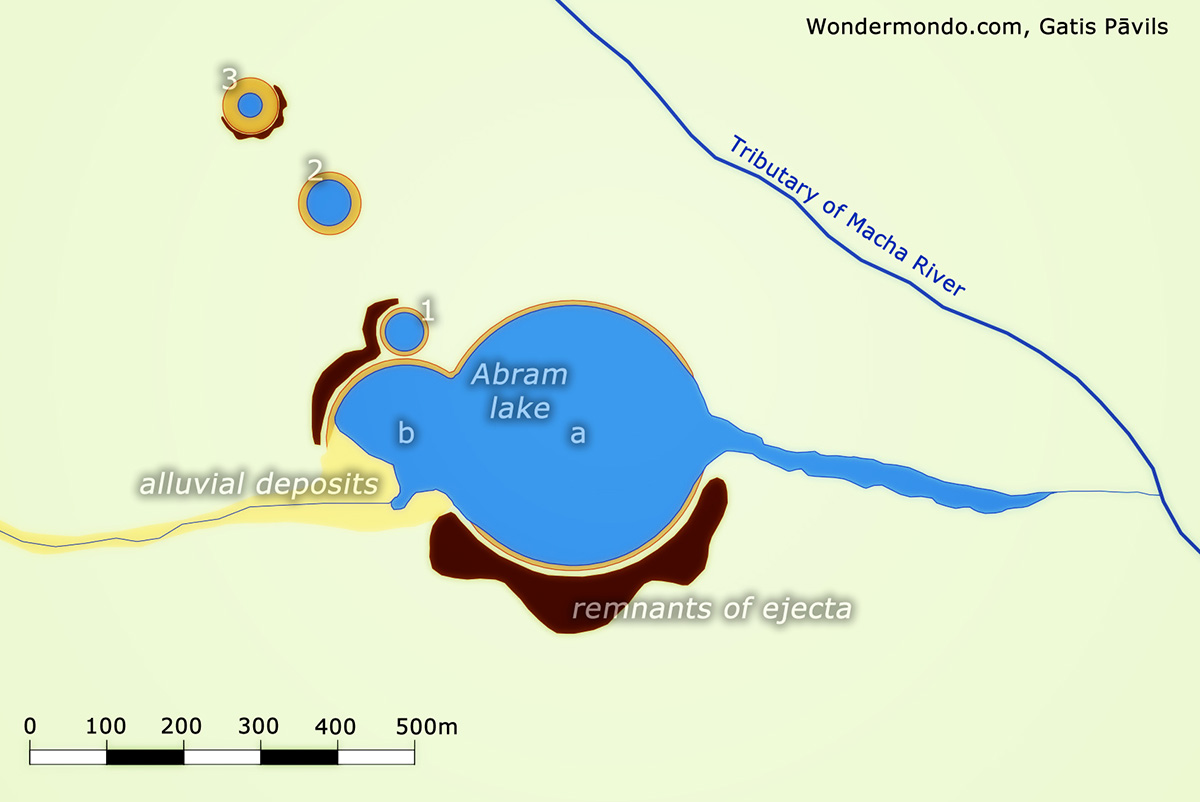
Carte du site de Macha

Les cratères de Macha sont un ensemble de cinq cratères d'impact situés en République de Sakha, en Sibérie (Russie).
Ils sont visibles depuis la surface et relativement bien préservés.
Ils mesurent entre 60 et 300 m de diamètre et ont été datés à 7 315 ± 80 ans.
Les cratères, dans lesquels on a retrouvés des fragments métalliques, sont probablement dus à une météorite de fer qui s'est fragmentée avant d'atteindre le sol.